# Mecynodes anemurensis
Mecynodes anemurensis är en skalbaggsart som beskrevs av Rudolph Petrovitz 1968. Mecynodes anemurensis ingår i släktet Mecynodes och familjen Aphodiidae. Inga underarter finns listade i Catalogue of Life.